# Samsung Experience
Samsung Experience — графическая оболочка Android, разработанная Samsung для своих устройств Galaxy. Она была представлена в конце 2016 года в виде бета-версии на базе Android Nougat для Galaxy S7, сменив TouchWiz. Последняя версия Samsung Experience 10.0 (базировалось на Android Pie) была очень похожа на ещё невышедшую One UI , которая пришла на замену Samsung Experience.

## История
TouchWiz это прежнее название, которое Samsung использовала для интерфейса и значков. Первоначально он был выпущен 4 июня 2010 года для смартфона Galaxy S. Рецензенты критиковали Samsung за то, что она включила в него слишком много лишних функций. В последующие годы, Samsung постепенно удаляла лишнее ПО и работала над оболочкой, пока TouchWiz перестал быть похожим на свою изначальную версию, что привело к его переименованию.

## Нововведения

### Домашний экран
Samsung Experience вносит несколько изменений в стандартный экран Android по умолчанию. Значок приложений находится в правом нижнем углу экрана, панель поиска Google Now находится чуть ниже середины экрана и имеется виджет погоды (предоставляется The Weather Channel или AccuWeather в некоторых странах или устройствах) в правом верхнем углу экрана. Кроме того, пользователь может редактировать макет сетки приложений. Возможности Samsung TouchWiz, которые должны быть в наличии на Android.[что?]

### Grace UX
Впервые выпущенный вместе с Samsung Galaxy Note 7 для Android Marshmallow, Grace UX был назван в честь кодового имени устройства и, в конце концов, появился на старых устройствах, включая Galaxy Note 5 через обновление (Корея и, в конечном итоге, в других странах), а также  Galaxy S7 и S7 Edge через официальное обновление Android Nougat.  Grace UX имеет более чистый, плоский вид в иконографии и широко использует пустое пространство.  Устройства TouchWiz Grace UX также выигрывают от функции защищённой папки, которая позволяет пользователям хранить определённые данные и даже приложения под паролем.
Кроме того, для большинства стран в этом выпуске будут доступны все языки, которые отсутствовали в предыдущих версиях (Android Marshmallow или более ранних) начиная с Galaxy Tab S3.

## История версий
| Версия Прошивки                              | Android Версия         | Дата выхода       | Что нового |
| -------------------------------------------- | ---------------------- | ----------------- | --- |
| Samsung Experience 8.0                       | Android 7.0 «Nougat»   | Январь 19, 2017   | Переработанный интерфейс Последовательная иконография. Более сложный вид. Обновлённый Edge UX Новые параметры края задачи. Наклон вверх, чтобы разблокировать телефон. Обновлённый всегда включённый дисплей. Стороннее приложение и календарь уведомлений. Пользовательская подпись. Дополнительные стили часов. Samsung Cloud 15 ГБ бесплатного облачного хранилища Дополнения к Theme Store Теперь включает поддержку пакетов значков. Фильтр синего света Селфи с полем зрения до 120º градусов. Multi-Locale Поддерживает более 100 системных языков и 25 локалей. Возможность использовать два или более языков одновременно. |
| Samsung Experience 8.1                       | Android 7.0 «Nougat»   | Aпрель 21, 2017   | Изменённый дизайн - Контурная иконография - Прочие настройки DeX - Подключение Galaxy S8 / S8 + / Note8 / S9 / S9 + к монитору, клавиатуре и мыши для работы на рабочем столе. Bixby - Интеллектуальный интерфейс, который учится у вас, чтобы помочь вам делать больше. Он работает с некоторыми приложениями, такими как электронная почта и сообщения, обслуживает напоминания и может помочь вам понять ваши настройки и настроить устройства Samsung. Bixby Vision - Перевод иностранных языков, сканирование визитных карточек, сканирование QR-кодов через камеру Поддержка Samsung Connect - Управление умной техникой Другие - Ящик приложений, свайпом верх - Переработана панель настроек |
| Samsung Experience 8.5                       | Android 7.1.1 «Nougat» | Сентябрь 15, 2017 | App Pair (flagship phones from 7.0 Nougat update) - Open two apps at once using Multi Window Expanded S Pen features - Glance, magnify, and translate Facial and Iris recognition improvements (exclusive to Galaxy flagships) - More efficient, and faster More stable UI - No frame drops - Improved user experience |
| Samsung Experience 9.0                       | Android 8.0.0 «Oreo»   | Февраль 8, 2018   | Bixby - «Bixby briefing» gives updates on weather when an alarm rings Dual Messenger - Install a second copy of a message account to use with a separate account Finder - Faster results - Search results from Contacts, Settings, My files, Messages, and Email shown in cards - New results from Galaxy Apps and Google Play Home - Redesigned Quick Shortcuts - Notification badges on app icons and the panel are synced. Quick Panel - Manage notifications for each app with notification categories - Icons will be shown at the bottom of the notification panel for notifications that aren’t currently visible Samsung Cloud - View and manage photos and notes only stored in Samsung Cloud - Store any type of file in Samsung Cloud Drive - Open from home screen SmartThings (formerly Samsung Connect) - Manage devices and scenes with cards - Automations based on time, status, and location Samsung Keyboard - Improved settings - Keyboard toolbar (customization) - GIF keyboard - More emojis - More high contrast options are available Other - Improved system performance - More Edge screen features - DeX improvements - Find My Mobile improvements - Color Lens - Email improvements |
| Samsung Experience 9.5                       | Android 8.1.0 «Oreo»   | Aвгуст 9, 2018    | Bixby 2.0 - Natural conversation - Individual recommendations - Faster response time - Uber hail support Emoji - Emoji 11.0 support |
| Samsung Experience 10.0 (beta версия One UI) | Android 9 «Pie»        | Ноябрь 2018       | Основная статья: One UI |

## Устройства с данной оболочкой

### Смартфоны
| Устройство                                                                            | Версия |
| ------------------------------------------------------------------------------------- | --- |
| Samsung Galaxy S6 и S6 Edge                                                           | Oригинал: Touchwiz 5.0 (Android 5.0.2 «Lollipop») Обновление: Samsung Experience 8.0 (Android 7.0 «Nougat»)                                                                               |
| Samsung Galaxy S6 Edge+                                                               | Оригинал: Touchwiz 5.1 (Android 5.1.1 «Lollipop») Обновление: Samsung Experience 8.0 (Android 7.0 «Nougat»)                                                                               |
| Samsung Galaxy S5 Neo (SM-G903W8)                                                     | Oригинал: Touchwiz 5.1 (Android 5.1.1 «Lollipop») Обновление: Samsung Experience 8.1 (Android7.0 «Nougat»)                                                                                |
| Samsung Galaxy S7, S7 Edge и S7 Active                                                | Оригинал: Touchwiz 6.0 (Android 6.0.1 «Marshmallow») Обновление: Samsung Experience 9.0 (Android 8.0.0 «Oreo»)                                                                            |
| Samsung Galaxy S8 S8+ и S8 Active                                                     | Oригинал: Samsung Experience 8.1 (Android 7.0 «Nougat») Обновление: Samsung Experience 9.0 (Android 8.0.0 «Oreo»)                                                                         |
| Samsung Galaxy S9 и S9+                                                               | Samsung Experience 9.0 (Android 8.0.0 «Oreo») |
| Samsung Galaxy Note 5                                                                 | Oригинал: Touchwiz 5.1 (Android 5.1.1 «Lollipop») Обновление: Samsung Experience 8.0 (Android 7.0 «Nougat»)                                                                               |
| Samsung Galaxy Note Fan Edition (FE)                                                  | Oригинал: Samsung Experience 8.1 (Android 7.0 «Nougat») Обновление: Samsung Experience 9.0 (Android 8.0.0 «Oreo»)                                                                         |
| Samsung Galaxy Note 8                                                                 | Oригинал: Samsung Experience 8.5 (Android 7.1.1 «Nougat») Обновление: Samsung Experience 9.0 (Android 8.0.0 «Oreo»)                                                                       |
| Samsung Galaxy Note 9                                                                 | Samsung Experience 9.5 (Android 8.1.0 «Oreo») |
| Samsung Galaxy A3, A5 и A7 (2016)                                                     | Oригинал: Touchwiz 5.1 (Android 5.1.1 «Lollipop») Обновление: Samsung Experience 8.0 (Android 7.0 «Nougat»)                                                                               |
| Samsung Galaxy A9 Pro (2016)                                                          | Oригинал: Touchwiz 6.0 (Android 6.0.1 «Marshmallow») Обновление: Samsung Experience 8.1 (Android 7.0 «Nougat»)                                                                            |
| Samsung Galaxy A8 (2016)                                                              | Oригинал: Touchwiz Grace UX (Android 6.0.1 «Marshmallow») Обновление: Samsung Experience 8.1 (Android 7.0 «Nougat»)                                                                       |
| Samsung Galaxy A3, A5 и A7 (2017)                                                     | Оригинал: Touchwiz Grace UX (Android 6.0.1 «Marshmallow») Обновление: Samsung Experience 9.0 (Android 8.0.0 «Oreo»)                                                                       |
| Samsung Galaxy A8 / A8+ (2018)                                                        | Oригинал: Samsung Experience 8.5 (Android 7.1.1 «Nougat») Обновление: Samsung Experience 9.0 (Android 8.0.0 «Oreo»)                                                                       |
| Samsung Galaxy A6 / A6+ (2018)                                                        | Samsung Experience 9.0 (Android 8.0.0 «Oreo») |
| Samsung Galaxy A8 Star (2018) Samsung Galaxy A9 Star (2018)                           | Samsung Experience 9.0 (Android 8.0.0 «Oreo») |
| Samsung Galaxy A7 (2018)                                                              | Samsung Experience 9.0 (Android 8.0.0 «Oreo») |
| Samsung Galaxy A9 (2018)                                                              | Samsung Experience 9.0 (Android 8.0.0 «Oreo») |
| Samsung Galaxy A6s (2018)                                                             | Samsung Experience 9.0 (Android 8.0.0 «Oreo») |
| Samsung Galaxy A8s (2018)                                                             | Samsung Experience 9.5 (Android 8.1.0 «Oreo») |
| Samsung Galaxy J5 (2016)                                                              | Oригинал : Touchwiz 6.0 (Android 6.0.1 «Marshmallow») Обновление: Samsung Experience 8.5 (Android 7.1.1 «Nougat»)                                                                         |
| Samsung Galaxy J7 (2016) Samsung Galaxy J7 Prime / Galaxy On7 (2016)                  | Оригинал: Touchwiz 6.0 (Android 6.0.1 «Marshmallow») Обновление: Samsung Experience 9.5 (Android 8.1"Oreo")                                                                               |
| Samsung Galaxy J3 (2017) / J3 Pro Galaxy J5 (2017) / J5 Pro Galaxy J7 (2017) / J7 Pro | Oригинал: Samsung Experience 8.1 (Android 7.0 «Nougat») Обновление: Samsung Experience 9.0 (Android 8.0.0 «Oreo») or Samsung Experience 9.5 (Android 8.1.0 «Oreo»)                        |
| Samsung Galaxy J7 Max (2017) / On Max (2017)                                          | Оригинал: Samsung Experience 8.1 (Android 7.0 «Nougat») Обновление: Samsung Experience 9.5 (Android 8.1"Oreo")                                                                            |
| Samsung Galaxy J7 Nxt/J7 Core/J7 Neo                                                  | Оригинал: Samsung Experience 8.1 (Android 7.0 «Nougat») Обновление: Samsung Experience 9.5 (Android 8.1.0 «Oreo»                                                                          |
| Samsung Galaxy J2 Pro (2018) / Galaxy J2 (2018) / Galaxy Grand Prime Pro              | Samsung Experience 8.5 (Android 7.1.1 «Nougat») |
| Samsung Galaxy J7 Prime 2 Samsung Galaxy J7 Prime (2018)                              | Samsung Experience 8.5 (Android 7.1.1 «Nougat») |
| Samsung Galaxy J2 Core (2018)                                                         | Samsung Experience 9.5 (Android 8.1.0 «Oreo») |
| Samsung Galaxy J7 Duo (2018)                                                          | Samsung Experience 9.0 (Android 8.0.0 «Oreo») |
| Samsung Galaxy J4 (2018)                                                              | Samsung Experience 9.0 (Android 8.0.0 «Oreo») |
| Samsung Galaxy J8 (2018)                                                              | Samsung Experience 9.0 (Android 8.0.0 «Oreo») |
| Samsung Galaxy J4+ (2018)                                                             | Samsung Experience 9.5 (Android 8.1.0 «Oreo») |
| Samsung Galaxy J6+ (2018)                                                             | Samsung Experience 9.5 (Android 8.1.0 «Oreo») |
| Samsung Galaxy C9 Pro                                                                 | Оригинал: Touchwiz Grace UX (Android 6.0.1 «Marshmallow») Обновление: Samsung Experience 8.5 (Android 7.1.1 «Nougat») Следующее обновление: Samsung Experience 9.0 (Android 8.0.0 «Oreo») |
| Samsung Galaxy C7 Pro                                                                 | Oригинал: Touchwiz Grace UX (Android 6.0.1 «Marshmallow») Обновление: Samsung Experience 8.1 (Android 7.0 «Nougat»)                                                                       |
| Samsung Galaxy C8 / C7 (2017) Samsung Galaxy J7+                                      | Samsung Experience 8.5 (Android 7.1.1 «Nougat») |
| Samsung Galaxy Feel                                                                   | Oригинал: Samsung Experience 8.1 (Android 7.0 «Nougat») Обновление: Samsung Experience 9.0 (Android 8.0.0 «Oreo»)                                                                         |
| Samsung Galaxy S Light Luxury                                                         | Samsung Experience 9.0 (Android 8.0.0 «Oreo») |
| Samsung Galaxy Xcover 4                                                               | Samsung Experience 9.5 (Android 8.1.0 «Oreo») |
| Samsung Galaxy M10 / Galaxy M20                                                       | Samsung Experience 9.5 (Android 8.1.0 «Oreo») |

### Планшеты
| Устройства                                              | Модели                             | Версии |
| ------------------------------------------------------- | ---------------------------------- | --- |
| Samsung Galaxy Tab S2 (8.0 and 9.7) 2015 и 2016 версия  | Все (T819C, T815C, T719C)          | Oригинал (2015): TouchWiz 5.0 (Android 5.0.2 «Lollipop») Oригинал (2016): TouchWiz 6.0 (Android 6.0.1 «Marshmallow») Обновление: Samsung Experience 8.0 (Android 7.0 «Nougat») |
| Samsung Galaxy Tab S3                                   | SM-T820; SM-T825                   | Оригинал: Samsung Experience 8.0 (Android 7.0 «Nougat») Обновление: Samsung Experience 9.0 (Android 8.0.0 «Oreo»)                                                              |
| Samsung Galaxy Tab S4                                   | SM-T830; SM-T835                   | Samsung Experience 9.5 (Android 8.1.0 «Oreo») |
| Samsung Galaxy Tab A 8.0                                | SM-T350, SM-T355, SM-P350, SM-P355 | Оригинал: TouchWiz 5.0 (Android 5.0.2 ''Lollipop'') Обновление: Samsung Experience 8.5 (Android 7.1.1 «Nougat»)                                                                |
| Samsung Galaxy Tab A 9.7                                | SM-T550, SM-T555, SM-P550, SM-P555 | Оригинал: TouchWiz 5.0 (Android 5.0.2 ''Lollipop'') Обновление: Samsung Experience 8.5 (Android 7.1.1 «Nougat»)                                                                |
| Samsung Galaxy Tab A 8.0 (2017) Samsung Galaxy Tab A2 S | SM-T380; SM-T385                   | Оригинал: Samsung Experience 8.5 (Android 7.1.1 «Nougat») Обновление: Samsung Experience 9.5 (Android 8.1.0 «Oreo») (только SM-T380)                                           |
| Samsung Galaxy Tab Active 2                             | SM-T390; SM-T395                   | Samsung Experience 8.5 (Android 7.1.1 «Nougat») |
| Samsung Galaxy Tab A 10.5 (2018)                        | SM-T590; SM-T595                   | Samsung Experience 9.5 (Android 8.1.0 «Oreo») |
| Samsung Galaxy Tab E                                    | SM-T377x; SM-T560NU                | Оригинал: TouchWiz 5.0 (Android 5.1.1 ''Lollipop'') Обновление: Samsung Experience 8.5 (Android 7.1.1 «Nougat»)                                                                |